# Lamine Diack
Lamine Diack (Dakar, 1933. június 7. – Dakar, 2021. december 2.) szenegáli sportvezető, a Nemzetközi Atlétikai Szövetség (IAAF: International Association of Athletics Federations) ötödik elnöke volt.

## Pályafutása
Fiatalkorában távolugrásban jeleskedett, 1958-ban megnyerte a francia atlétikai bajnokságot, 1957–1960 között Diack tartotta a francia/nyugat-afrikai távolugró rekordot 772 cm-rel.
A Nemzetközi Atlétikai Szövetségnek 1976–1999 között alelnöke volt, majd Primo Nebiolo halálát követően, 1999-ben elnöke lett a szervezetnek, amelynek posztján háromszor, 2003-ban, 2007-ben és 2011-ben is megerősítették.
Életében számos pozíciót betöltött, ezek közül néhány:
- a Szenegáli Atlétikai Szövetség főtitkára (1963–1964), elnöke (1974–1978), tiszteletbeli elnöke (1978-tól)
- a Nemzeti Olimpiai Bizottság tagja (1974-től)
- a Nemzetközi Olimpiai Bizottság tagja (1999-től, a Nemzetközi Atlétikai Szövetség elnökeként)
- a szenegáli labdarúgó-válogatott technikai vezetője (1964–1968)
- ifjúsági- és sportminiszter (1970–1973)
- Dakar főpolgármestere (1978–1980)
- a szenegáli parlament tagja (1978–1993)
- a szenegáli országos vízművek igazgatótanácsának elnöke (1995–2001)

2001-ben Mádl Ferenc, Magyarország köztársasági elnöke – az atlétika sportág fejlesztése, népszerűsítése, valamint a magyar atlétika támogatása érdekében végzett kiemelkedő munkásságáért – a Magyar Köztársasági Érdemrend Tisztikeresztje kitüntetést adományozta Lamine Diack részére.
2011 augusztusában az IAAF tisztújító gyűlést tartott. Egyedül a szenegáli sportvezető indult a posztért, melyben megerősítették.
2015 augusztusában az IAAF elnökválasztásán nem indult.

### Korrupciós ügye
2020. június 18-án véget ért a Lamine Diack, a Nemzetközi Atlétikai Szövetség (IAAF) volt elnökének és öt másik személynek, köztük Diack fiának tárgyalása. Diack a vád szerint kb. 3,5 millió eurónyi összeget fogadott el orosz sportolók doppingügyeinek eltussolásáért, valamint IAAF elnöki ideje alatt alatt 1,5 millió amerikai dollárt kapott szintén Oroszországból, a doppingeljárások lassításáért. Az összeggel Macky Sall szenegáli elnökválasztási kampányát finanszírozta 2012-ben. 2020. szeptember 16-án elsőfokon Lamine Diackot két év plusz két év felfüggesztett börtönbüntetésre ítélték, ill. félmillió eurós pénzbírság megfizetésére kötelezték.